# Sporobolus sessilis
Sporobolus sessilis är en gräsart som beskrevs av Bryan Kenneth Simon. Sporobolus sessilis ingår i släktet droppgräs, och familjen gräs. Inga underarter finns listade i Catalogue of Life.